# Herb gminy Garwolin
Herb gminy Garwolin – jeden z symboli gminy Garwolin, autorstwa Alfreda Znamierowskiego, ustanowiony 19 marca 2012.

## Wygląd i symbolika
Herb przedstawia na tarczy w polu zielonym srebrne godło Ogończyk (pół toczenicy srebrnej, na której zaćwieczona takaż rogacina) ponad złotą gałązką dębową o trzech liściach. Zielona barwa tarczy herbowej nawiązuje do rolniczego charakteru gminy, godło Ogończyk do XV-wiecznych właścicieli terenów obecnej gminy, a liście dębowe do dużej liczby pomników przyrody na terenie gminy.